# Mănăstirea Beuron

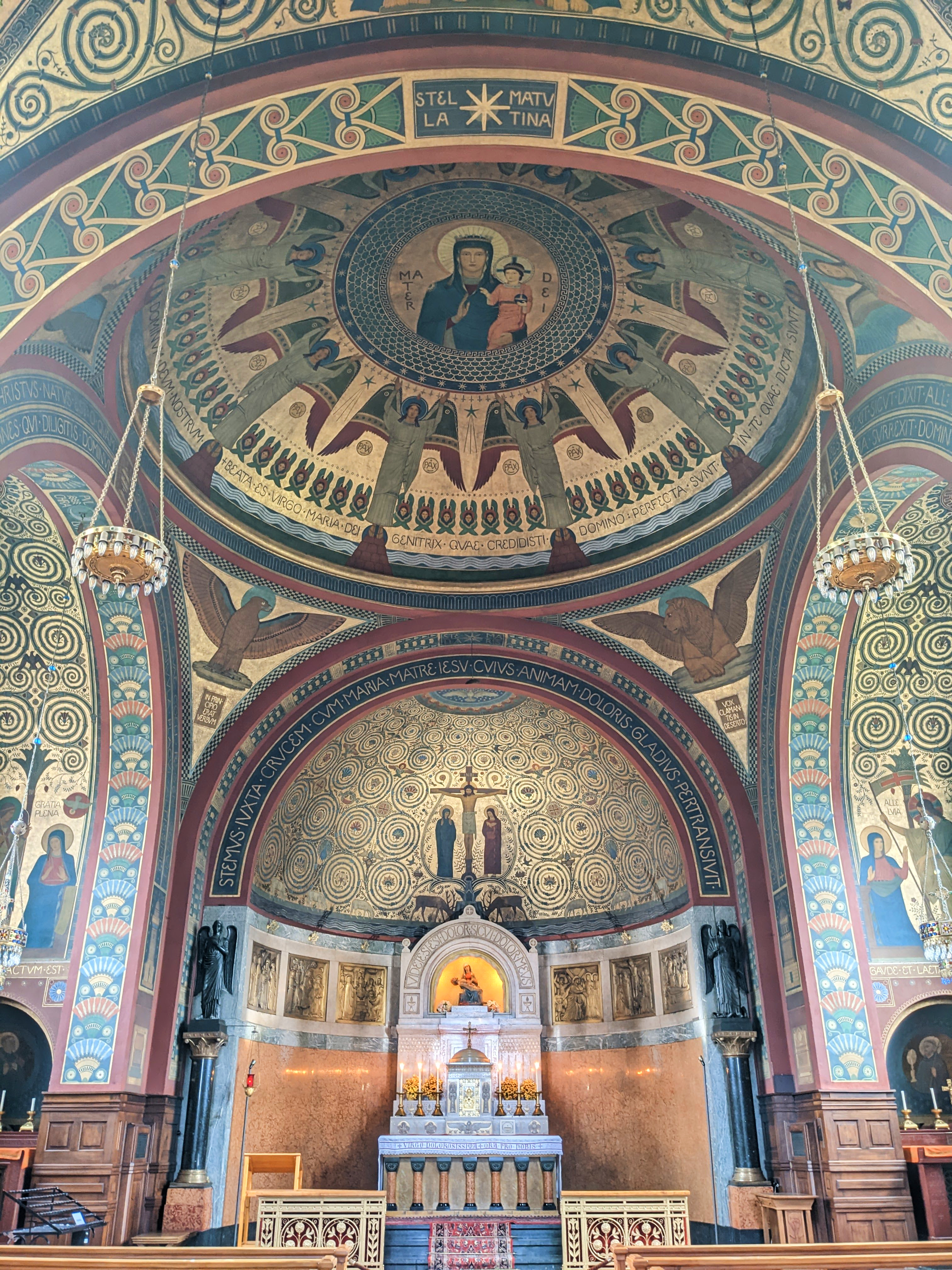
Capela harurilor, pictată în stilul Școlii de la Beuron

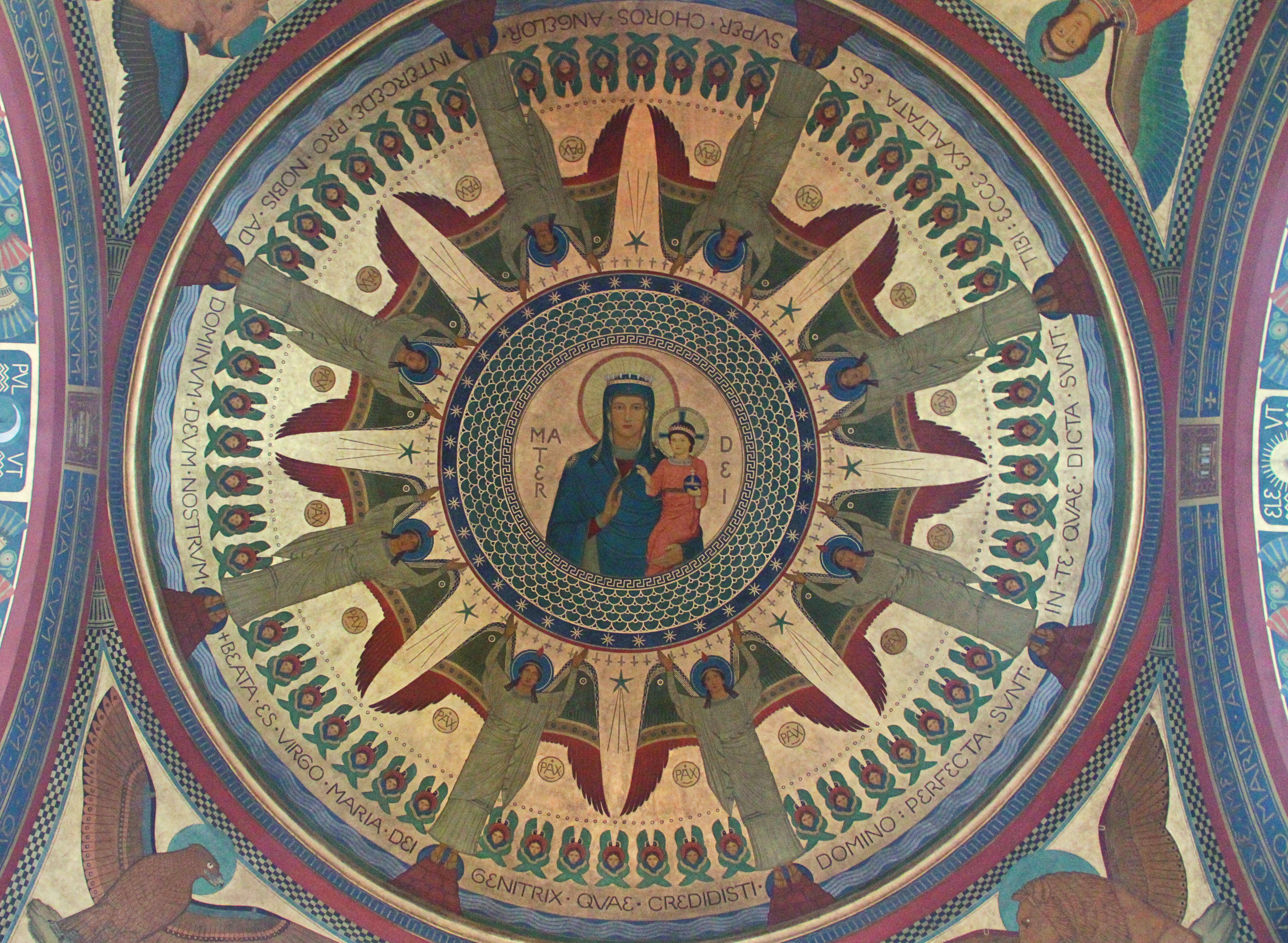
Capela harurilor (detaliu)

Abația Beuron este o mănăstire benedictină din Beuron, lângă Sigmaringen. După secularizarea din epoca napoleoniană mănăstirea a fost reînființată prin efortul Katharinei von Hohenzollern-Sigmaringen, bunica vitregă a regelui Carol I al României.
În a doua jumătate a secolului al XIX-lea călugării-artiști de aici au creat Școala de la Beuron.
La începutul secolului al XX-lea arhiepiscopul Raymund Netzhammer, el însuși benedictin, a chemat doi reprezentanți ai acestei școli la București, unde le-a încredințat  pictarea Bisericii Sfântul Vasile din strada Polonă. Opera celor doi pictori s-a degradat în timpul în care lăcașul a fost folosit de Biserica Ortodoxă Română (1949-2006) și a fost înlocuită după retrocedarea către comunitatea greco-catolică în 2007.